# Dunabogdány
Dunabogdány là một thị trấn thuộc hạt Pest, Hungary. Thị trấn này có diện tích 25,5 km², dân số năm 2010 là 3217 người, mật độ 126 người/km².